# Cugula

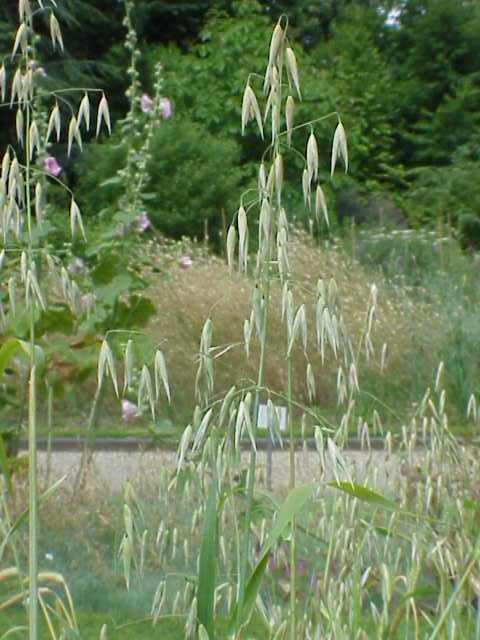
Avena fatua

La cugula és una gramínia del gènere Avena. El terme "cugula" és un nom genèric que comprèn tres espècies estretament emparentades. Aquestes plantes es consideren com a mala herba en els camps de cereals.

## Taxonomia
S'han descrit tres entitats taxonòmiques: 
- Avena fatua, la més comuna
- Avena sterilis sbsp sterilis
- Avena sterilis sbsp ludoviciana.[1]

## Distribució
General a tot Europa allà on es conreen cereals; s'ha estès molt involuntàriament per la mà de l'home en sembrar llavors de cereals collides en camps infestats de cogula.
A les nostres contrades es troba arreu entre el nivell del mar i els 1.400 metres, zona que coincideix amb la del conreu de cereals. També hi ha altres espècies molt similars dins del gènere "Avena" que normalment creixen en erms i vores de camins i no pas dins dels camps de cereals.

## Descripció
És una planta herbàcia anual, de 50 a 120 cm d'alçària, amb fulles en forma de cinta; fa una inflorescència en forma de panícula que acaba desprenent-se sencera quan madura, cosa que la diferencia de la civada (a la qual s'assembla molt) que cada llavor es desprèn individualment. Els noms científics de fatua sterilis i ludoviciana (boja) es refereixen al fet que sembla que no tinguin gra (en realitat cau ràpid de l'espiga)

## Cicle vegetatiu
Coincideix amb el cicle dels cereals cultivats; germina a la tardor i madura la llavor a principi d'estiu. A simple vista costa de distingir dels altres cereals i només quan ja està espigada destaca per ultrapassar en alçària els cereals i, en el cas que el cereal conreat no sigui la civada, perquè floreix en panícules i no en espiga com fan el blat, l'ordi i el sègol. Una caràcterística remarcable de les seves llavors és que tenen un cert moviment activat per diferències en la humitat que permet que la llavor s'enterri als camps pràcticament sola. És una planta que ocupa molta superfície dins la parcel·la i durant molts anys. No és una planta especialment nitròfila ni termòfila.

## Control
És molt difícil, ja que es tracta de combatre un cereal dins d'un camp també de cereals. La primera mesura és de procurar que la llavor de cereal que se sembra no tingui llavors de cugula. Hi ha en el mercat herbicides específics que només serveixen contra aquesta mala herba, si bé resulten molt cars malgrat que són molt efectius.